# Colidotea edmondsoni
Colidotea edmondsoni is een pissebed uit de familie Idoteidae. De wetenschappelijke naam van de soort is voor het eerst geldig gepubliceerd in 1940 door Miller.